# Gare d'Ensival
La gare d'Ensival est une gare ferroviaire belge fermée de la ligne 37, de Liège à Hergenrath se trouvant à Ensival, ancienne commune rattachée à la ville de Verviers, dans la province de Liège en Région wallonne.

## Situation ferroviaire
La gare d'Ensival est établie au point kilométrique (PK) 23,5 de la ligne 37, de Liège-Guillemins à Hergenrath (frontière allemande) entre les gares ouvertes de Verviers-Central et Pepinster. Le tunnel d'Ensival, long de 380 m, se trouve à 150 m des anciens quais.

## Histoire
La section de Chaudfontaine à Verviers-Ouest de la « ligne de l’Est » (Malines - Liège - frontière prussienne) est livrée à l'exploitation le 17 juillet 1843 par l’Administration des chemins de fer de l’État belge. Le 10 février de l’année suivante, une halte provisoire est créée à titre d'essai sur le talus surplombant Ensival
Le succès de cette halte gérée depuis la gare de Verviers (Ouest) motive sa transformation en station dès le 1er janvier 1848. Des installations pour le déchargement des marchandises et le chargement de remorques sur wagons sont mentionnées en 1862. Le 13 août de la même année, la construction d'un bâtiment de gare en briques est adjugée. Un second bâtiment, mieux positionné, le remplace en 1901 pour l'accueil des voyageurs et pour le guichet. La cour à marchandises est implantée en contrebas de la ligne.
Les tramways et autobus de Verviers apporteront une forme de concurrence aux trains pour la desserte d'Ensival. Le bâtiment de 1862, qui servait surtout de locaux de service et de logement de fonction pour le chef de station est démoli en 1969. Celui de 1901 est désaffecté en 1963 et démoli en 1976 ; Ensival devenant une simple halte que les trains de la SNCB cessent de desservir le 3 juin 1984.
Une aire de stationnement et des box de parking sont aménagés à l'emplacement des deux bâtiments disparus. Le site de la cour aux marchandises est utilisé par l’« Ensival historical museum » consacré à la Seconde Guerre mondiale avec une collection de véhicules militaires.

### Patrimoine ferroviaire
Les deux bâtiments des recettes, démolis depuis, étaient implantés face à face de part et d'autre des voies. L'aspect d'un éventuel bâtiment plus ancien demeure inconnu.
En 1862 est construit un bâtiment à étage de style fonctionnel teinté de néo-renaissance flamande qui se caractérise notamment par ses pignons à gradins (huit en tout). Il appartient au type standard alors en vigueur aux Chemins de fer de l’État belge construit par dizaines dans tout le pays et correspond à la variante la plus grande (sept travées). Une marquise de quai en fer (elle aussi de type standardisé) couvre le quai attenant. Avec le temps, il est agrandi par deux petites ailes sans étages supérieurs.
Le bâtiment de 1901 est quant à lui un exemplaire unique, au style éclectique, accolé au remblai. Le rez-de-chaussée côté voies correspondant au premier étage côté rue ; un passage ouvert dans le mur de soutènement donnant accès au tunnel sous voies. La façade de cet édifice est en briques avec une série d'ornements en pierre de taille et des lignes de refends (continues au niveau inférieur ; uniquement présentes sur les pilastres à l'étage). Il comporte sept travées dont quatre étroites avec une importante avancée côté rue et un fronton néo-classique au niveau de l'entrée médiane. La frise à bandes lombardes et les trois pignons triangulaires avec une grande fenêtre en oculus ont une ressemblance surprenante avec les gares standard de la compagnie privée du Grand Central Belge, bien que cette dernière, nationalisée en 1897, n'ait jamais exploité de chemin de fer dans la région. Une marquise de quai vitrée fait face à celle du bâtiment de 1862 et se prolonge vers la gauche par un abri en métal, en verre et en briques coiffant le mur et l'entrée du souterrain. Plusieurs éléments de façade, notamment au rez-de-chaussée, se retrouvent sur le nouveau bâtiment de la gare de Herstal, bien plus vaste, érigé à la même époque.
Les bâtiments de gare articulés sur deux niveaux pour donner accès à des voies surélevées sont rares en Belgique avant l'entre-deux-guerres. La ligne 37, bâtie dans un territoire accidenté et fortement urbanisé, constitue une exception avec trois bâtiments de cette sorte : Chaudfontaine (construite en 1843), Ensival ainsi que le bâtiment d'origine de Pepinster, désaffecté du service voyageurs dès la fin du XIXe siècle.